# Pyrenestes sanguineus
Pyrenestes sanguineus là một loài chim trong họ Estrildidae.